# Enzephalomalazie
Die Enzephalomalazie (von griechisch ἐγκέφαλον enképhalon, deutsch ‚Gehirn‘ und Malazie) ist eine abschnittsweise oder vollständige Gehirnerweichung aufgrund einer Kolliquationsnekrose.

## Pathologie
Zugrund liegt meist eine Infarkt-bedingte Anoxie mit folgender Apoplexie, aus der sich nach 13 Wochen eine Kolliquationsnekrose entwickelt. In der Regel liegt ein ischämischer (lateinisch Encephalomalacia alba), seltener ein hämorrhagischer Infarkt vor (Encephalomalacia rubra).
Andere Ursachen wie Trauma sind seltener.
Eine umschriebene Nekrose kann zu einer Narbe mit Gliazellen führen.
Bei frühgeborenen Kindern kann es zu einer zystischen Form der Enzephalomalazie kommen, die auf die Weiße Substanz beschränkt ist, die Periventrikuläre Leukomalazie.

## Ursache
Häufigste Ursache für eine Enzephalomalazie ist der Verschluss eines Hirngefäßes, durch Embolie, Atherosklerose.
Die heutzutage seltene progressive Paralyse (fortschreitende Lähmung) bei der Neurolues wurde im Volksmund als „Hirnerweichung“ bezeichnet.
Bei Schaf- und Ziegenlämmern tritt eine angeborene Enzephalomalazie durch eine verminderte Festigkeit der Hirngefäße auf. Bei Schweinen kann eine Enzephalomalazie durch Aufnahme von Aeschynomene indica (Indische Schampflanze), einem vor allem in Reisfeldern verbreiteten Unkraut, auftreten. Die Zerebrokortikalnekrose der Rinder infolge eines Thiamin-Mangels geht ebenfalls mit einer Enzephalomalazie einher.

## Klinische Erscheinungen
Je nach betroffenem Gehirnabschnitt kommt es zu unterschiedlichen neurologischen Ausfällen.

## Diagnose
Die Diagnose erfolgt bildgebend je nach Alter mittels Sonografie oder Kernspintomographie.